# Резбарство
Резбарство је уметнички занатски правац у стварању скулптура из најчешће дрвета које надовезује на вајарство и уметничко столарство. Дрво спада у најплеменитије живе материјале и наилази на примену у виду декоративних уметничких предмета у ентеријерима у вестибилима у виду украсних елемената степеништа и сл. Али исто тако и у украшавању сеоских простора.
Резбарење је увек било не само професија уметничких заната, али је спадало и у интересантан начин кориштења слободног времена као народно резбарство и сл. И у савременом свету постоји низ скупљача уметничких резбарских дела као и низ резбара који своја дела стварају само за своју радост и радост својих ближњих.
Резбарство није само занат већ је то и неоспорно уметност. Спадало је и спада у уметничке занате исто тако као бижутерија, кујунџиство, производња уметничког намештаја, музичких инструмената, оружја, прерада коже, слоноваче и других природних материјала.
Не свако резбарско дело може се сматрати за уметничко. Уметничка дела натају од стране уметника који су диспонирани не само образовањем већ и фантазијом и инвентивношћу као и уметничким погледима, искуством и способностима као и мануалним квалитетима.

## Галерија слика
- Резбарски алат
- Резбарења
- Резбарење
- Резбарење фигура птица
- Оријентални изрезбарени столчић, Музеј Семберија у Бијељини

## Историја резбарства

### Европа

#### Праисторија
Из овога доба нам је остало много више алатки за прераду дрвета од властитих уметничких дела од дрвета.

#### Стари век
На основу писмених података најстарија вајарста дела била су од дрвета. Грци и Римљани нису много ценили дрвене скулптуре и своја уметничка дела израђивали су од камена.

#### Предхришћанска уметност паганска
Пре свега из ове уметности је настала романска уметност..

#### Романика
После настанка хришћанства и победе варвара над римском цивилизацијом дошло је не само до распада Римског царства, већ и на привременом забораву на уметност античких мајтора. Резбарије од дрвета се само скромно савијало у сенци каменога вајарства и резбарства из слонове кости.

#### Готика
Назив је служио за означавање барбарске уметности Гота. Готска резбарска уметност досегла је свој врхумац најме у Европи. Висок ниво готске резбарске уметности био је првенствено у вези са богатством цркве. Дрво је било јако често позлаћивано и полихромирано. У доба врхунске готике нико је цео ред скулптура и олтара који су били толико утицајно обрађивани да нису морали бити позлаћивани или полихромирани јер њихова даља обрада није била неопходна.

#### Ренесанса
Назив је био одвођен из италијанске речи „riniskata“ која је значила поновно рођење. Представљала је доба које се карактерисало поновним интересовањем за античку уметност. У вајарству је дошло до враћању интересовања за мермер и бронзу који су били у употреби у доба антике. Чак су и дрвене скулптуре биле стваране тако да имитирају скулптуре од метала и камена.

#### Барок
Назив је представљао пежоративно обележавање неантичког стила. Настао је у Италији као стил католичке цркве. Ипак је постепено постало владајућим стилом и последњим врхунцем резбарства у протестантској Европи..

#### Рококо
Била је нежнија и завршна фаза барокне уметности. У фигуративном резбарству је драматичност барокне уметности надокнађена игром украшавања. У уметности намештаја у доба рококоа са јављају ситније размере, нежнији облик и асиметрија

#### Класицизам
Представљао је поновни повратак ка класичној грчкој и римској уметности. Вратила су се дела од камена и бронзе. Вајарски материјал је поново камен и метал. Дрво се користило само у случајевима када су се израђивали модели за већа вајарска дела.

#### Романтизам
Био је уметнички правац који се обраћао ка природи и људима који су у њој живели у складу са њом. Уметници и уметнички занати су постали делови повећевања моћи трговаца и предузетника. У фигуралним резбаријама се јавља утицај академије који су преферирали рад са каменом и металом. Резбари су своју клијентелу морали да траже међу грађанима којим је била најбитнија цена њихових услуга. Настали су једоставни резени облици скулптура који су били са бојеном полихромијом и орнаментима од бронзаних лакова тзв. „назерени“.

#### Ампир
Је био мноментални стил ка прослављању Наполеона Бонапартеа и његове империје. Полазио је од египатске, грчке и римске уметности и дрворези као облици надокнаде бронзаних дела били су распрострањени најме у средњој Европи.

#### Бидермајер
Назив је био одвођен од господин Биденмајера из минхенскох хумористичког часописа. Често је обележаван као грађански емпир. Готовио је грађанству јефтинији али квалитетан намештај и уређења за питоме средине у њиховим просторима геде је резбарство пружало једноставну орнаментику или фигуралне рељефе.

#### Еклектицизам
Био је инспирисан историјским стиловима. На намештај који је био произведен машинским путем био је налепљиван орнаменат у стилу каквим је предмет требало да се представи (као псеудоготски, псеудобарокни и сл.)

#### Сецесија
Одговарала је уметницима који су налазили инспирацију у природи или у јапанској уметности и која није тражилаинспирације у европским историзујућим стиловима.. Представљала је такође и спој ликовних уметности и машинске производње.

#### Авантгарда
Назив је постао збирни знак за стваралаштво уметника различитих стилова нових уметничких стремљења која се разликују од претходних стилова и често су инспирисана уметношћу природних народа.

#### Савременост
Је одраз прилагођавања резбарства савременим технологијама у виду ручних дрвопреређивачких машина. Одраз је померања резбарења у области ширег искориштавања слободног времена и налажење примене у обрађивању и израђивању бижутерије, играчака, музичких инструмената, модела и форми за ентеријере, авио-моделерство, оружја, трофеја и др.
Традиционални резбарски занатски радови се врше и приликом рестаураторских радова.

### Африка
Ка најзначајнијем спада ту резбарско стваралаштво у доба старог Египта и уметност црначких народа. За дела у Египту био је најзначајнији материјал камен али је цењено и дрво којега је било мало. Своје резбарске радове су Египћ
Ани украшавали стаклом и металима.
Дрворези који су припадали црначкој уметности су у првом реду служили као ритуални и њихова дела су оригинална и нападна. Били су то скулпторе предака, начелника маске духова и сл.

### Азија
Представља широку скалу културне и етничке резличитости дрворезбарије од најстаријих времена све до савремених. И овде је резберење спојено са вером са култовима као будизам, таоизам, шинтоизам, хиндуизам, браманизам или исламизам. Различито и квалитетно појимање резбарства од једноставних резбарија канибала преко орнаментално исламског ретбарства до савременог врхунског резбарства у Кини, Јапану или Вијетнаму.

### АустралијаиОкеанија
Спада у области, где је резбарство и ово стваралаштво са ритуалним ступовима, фигурицама Богова и предака са штитовима, орнаментима и маскама, служила различитим културама укључујући и канибалске.

### Америка
Овде треба разликовати не само Северну, Јужну и Средњу Америку већ и дела старих домородачких становника и разликовати их од резбарија белаца на овом делу света. У старим културама Средње и Јужне Америке није било много раширено резбарство. Код северноамеричких индијанаца је резбарење било разноврсно (тотеми, кипови и скулптуре, фигуре ловаца и животиња, духова и маске). Међу нејраспространије резбарије белаца спадају ситне пластике које су служиле мисионарству.